# 유민 (1979년)
후에키 유코(일본어: 笛木 優子,문화어: 후에끼 유꼬 1979년 6월 21일 ~ )는 일본의 배우이다. 대한민국에서 활동하는 예명은 유민이다.

## 학력
- 다마가와학원(玉川学園) 여자단기대학 졸업
- 한양사이버대학교 광고홍보학과 졸업

## 생애
다마가와학원(玉川学園) 여자단기대학과 한양사이버대학교 광고홍보학과를 졸업하였다. 2001년 MBC의 금요 단막극 《우리집》으로 대한민국 무대에 데뷔했다. 주요 출연작으로는 드라마 《올인》, 《좋은 사람》, 《유리화》, 시트콤 《압구정 종갓집》, 영화 《청연》 등이 있다.
유민은 2000년 《일기예보의 연인》 (天気予報の恋人)로 드라마에 첫 출연하였고 2001년 《반딧불》로 영화 데뷔하였다. 같은 해 영화 《신설국》에서는 주연을 맡았다. 2001년 한국에 건너가 MBC 드라마 《우리 집》으로 한국 무대에 데뷔하였고, 이후 《결혼합시다》, 《올인》, 《좋은사람》, 《유리화》, 《압구정 종갓집》, 《청연》, 《특별시 사람들》 등 여러 작품에서 활발히 활동하였다. 또한 MBC 《강호동의 천생연분》과 SBS 《리얼 로망스 연애편지》과 같은 예능프로그램에 출연하여 큰 인기를 얻기도 하였다. 2003년에는 《SBS 연기대상》에서 뉴스타상을 수상하였다.
처음 대한민국에 데뷔했을 때는 청순한외모와 극중 청각장애인이라는 역할로 많은 사랑을 받았다.
유민은 일본에서 유명한 대한민국의 배우 윤손하와 비교되기도 한다. 두 사람은 아직 만난 적이 없으나 서로 만나 보고 싶어한다고 한다.
2006년 2월 23일 유민은 기자회견을 열어 일본의 오스카 프로모션(オスカープロモーション)에 소속해 다시 일본을 거점으로 활동한다고 선언했다. 그리고 드라마 《어텐션 플리즈》 (アテンションプリーズ, 아소 카오루 역)의 출연을 시작으로 일본에서의 배우 활동을 본격적으로 재개하였다.
2009년 대한민국의 드라마 《아이리스》 출연을 계기로, 2010년부터 SBS의 창사특별기획 《인생은 아름다워》에 출연하는 등 대한민국에서의 활동도 재개하였다. 앞으로 배우로서 아시아 진출도 꿈꾸고 있다고 알려졌다.
2018년 6월 29일 유민은 일반 남성과의 결혼을 발표했다.

## 출연 작품

### 드라마, 시트콤
일본
- 2000년 《일기예보의 연인》
- 2001년 《여자 아나운서》
- 2006년 《어텐션 플리즈》 - 아소 카오루 역
- 2007년 《나쁜 녀석들》
- 2007년 《호텔리어》
- 2008년 《7인의 여변호사 시즌 2》
- 2008년 《안도나츠》
- 2008년 《소아구명》
- 2009년 《RESCUE: 특별고도구조대》
- 2009년 《댄디 대디》
- 2010년 《오사카 러브 & 소울: 이 나라에 산다는 것》
- 2011년 《사쿠라신쥬》
- 2011년 《강철의 여자 시즌 2》
- 2011년 《닥터스: 최고의 명의》
- 2013년 《날씨언니》
- 2013년 《닥터X 시즌2》
- 2014년 《군사 칸베에》 - 오센(엔유인) 역
- 2014년 《고독한 미식가 시즌4》 - 이자와 유카리 역
- 2015년 《유감스러운 남편》 - 오오이시 카오리 역

대한민국
| 연도 | 방송사 | 제목            | 역할        | 비고 |
| ---- | ------ | --------------- | ----------- | ---- |
| 2001 | MBC    | 우리집          | 정다인      |      |
| 2002 | KBS2   | 결혼합시다      | 탁연화      |      |
| 2003 | SBS    | 올인            | 리에        |      |
| 2003 | MBC    | 좋은사람        | 유진        |      |
| 2003 | SBS    | 압구정 종갓집   | 인기 사무원 |      |
| 2003 | SBS    | 완전한 사랑     | 소정 친구   |      |
| 2004 | SBS    | 유리화          |             |      |
| 2005 | SBS    | 불량 주부       | 박유진      |      |
| 2009 | KBS2   | 아이리스        | 사토 에리코 |      |
| 2010 | SBS    | 인생은 아름다워 | 유채영      |      |
| 2013 | KBS2   | 아이리스 2      | 사토 에리코 |      |

### 영화
- 2001년 : 《호타루》
- 2001년 : 《신설국》 ... 모에코 역
- 2003년 : 《점프》 ... 미하루 나구모 역
- 2005년 : 《청연》 ... 기베 역
- 2006년 : 《아파트》 ... 지하철 자살녀 역
- 2007년 : 《특별시 사람들》 ... 초롱 역
- 2007년 : 《쓰키가미》
- 2011년 : 《가문의 수난》 ... 아나운서 역
- 2012년 : 《가문의 귀환》 ... 차비서 역

## 광고
- 2002년 아모레퍼시픽 댄트롤 두피케어 샴푸 (with 이병헌)
- 2003년 오리온 고소미 (with 정민)

## 수상 및 후보
| 연도 | 시상식            | 부문       | 작품 | 결과 |
| ---- | ----------------- | ---------- | ---- | ---- |
| 2003 | SBS 연기대상      | 뉴스타상   | 올인 | 수상 |
| 2006 | 제14회 춘사영화제 | 여우조연상 | 청연 | 후보 |